# 譚西德拉多·薩拉哈扎納
譚西德拉多·薩拉哈扎納（法語：Désiré Tsarahazana；1954年6月13日—）是天主教馬達加斯加籍司鐸級樞機及圖阿馬西納總教區總主教。

## 生平
譚西德拉多·薩拉哈扎納於1954年6月13日在馬達加斯加安齊拉納納出生，於1986年9月28日晉鐸。
教宗若望保祿二世於2000年10月30日將他任命為費努阿里武-阿齊納納納教區主教。彌額爾·馬盧於2001年2月18日將他晉牧。2008年11月24日，薩拉哈扎納接任成為圖阿馬西納教區正權主教。2010年2月26日，圖阿馬西納教區升格為總教區。薩拉哈扎納也因此成為該總教區首任總主教。
2018年5月20日，教宗方濟各宣佈於同年6月28日將薩拉哈扎納擢升為樞機。德西列·薩拉哈扎納於該日獲冊封為司鐸級樞機，領三泉聖額我略·巴爾巴里戈堂區司鐸銜。